# سكريبتا
سكريبتا (باللاتينية: scripta) هي شكل معرَّف للغة مكتوبة. يمكن أن يقتصر السكريبتا على مجال واحد أو أكثر من مجالات التطبيق اللغوي مثل السكريبتا القانونية. يمكن أن تكون هذه خطوة أولية في تكوين لغة قياسية.